# 沃迪海山

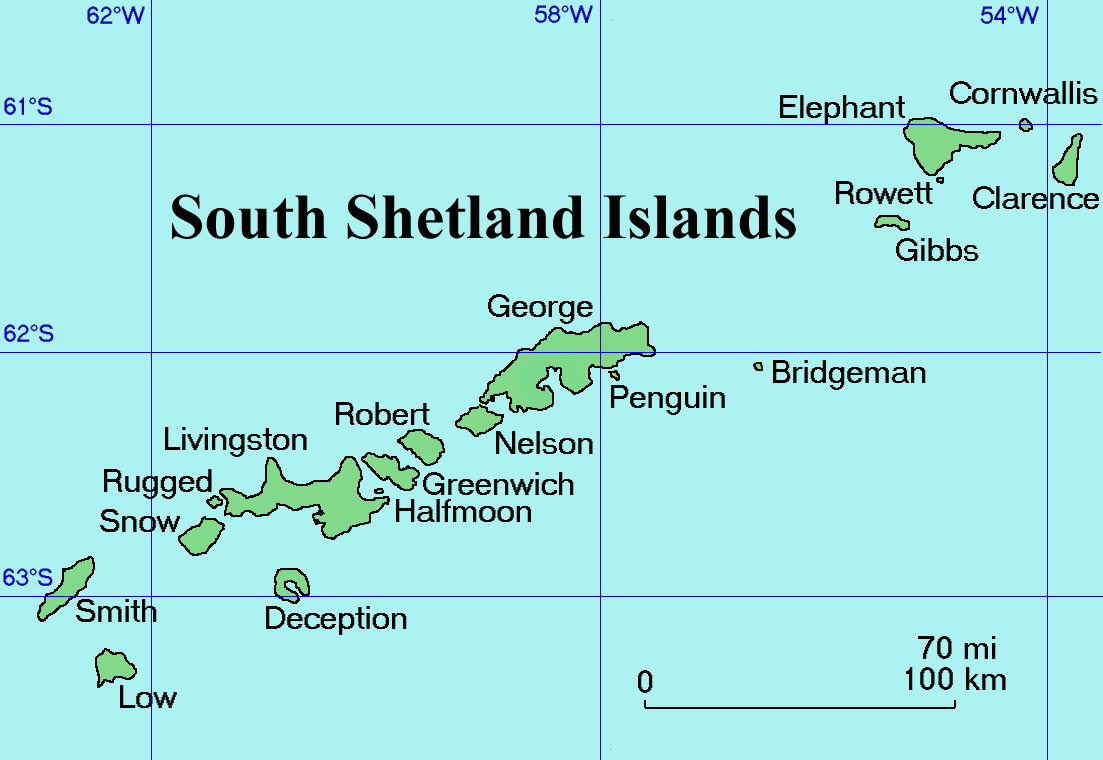
南設得蘭群島

61°48′S 55°27′W / 61.800°S 55.450°W
沃迪海山（英語：Wordie Seamount）是位於南極洲布蘭斯菲爾德海峽的海底山。其名稱以歐內斯特·沙克爾頓1914年南極洲考察隊的地質學家詹姆斯·沃迪命名。

## 位置
沃迪海山位於南設得蘭群島吉布斯島以南37公里處。